# Nesogobius pulchellus
 Nesogobius pulchellus es una especie de peces de la familia de los Gobiidae en el orden de los Perciformes.

## Morfología
Los machos pueden llegar a alcanzar los 7 cm de longitud total.

## Hábitat
Es un pez de Mar y, de clima subtropical y demersal que vive hasta los 20 m de profundidad.

## Distribución geográfica
Se encuentra al sur de Australia: desde Sídney (Nueva Gales del Sur) hasta Perth (Australia Occidental), incluyendo Tasmania.

## Observaciones
Es inofensivo para los humanos. 